# Impotenti esistenziali
Pour plus de détails, voir Fiche technique et Distribution.
Impotenti esistenziali (traduction libre : « Impuissants existentiels ») est une comédie italienne de Giuseppe Cirillo sortie en 2009.

## Synopsis
Giuseppe, psychologue et professeur d'éducation sexuelle, pense être le punisseur de la société contre l'hypocrisie.
Un jour, dans un club privé, il rencontre Francesca, l'épouse de Riccardo, et entame une relation avec elle.

## Fiche technique
- Titre français : Existentiel impuissant (traduction libre)
- Titre original : Impotenti esistenziali
- Réalisation : Giuseppe Cirillo
- Scénario : Giuseppe Cirillo
- Production : Elite Group International
- Pays d'origine :  Italie
- Langues : italien
- Durée : 101 minutes
- Date de sortie : Italie : 2009

## Distribution
- Giuseppe Cirillo : Giuseppe
- Antonella Ponziani : Francesca
- Tinto Brass : De Fortis
- Alvaro Vitali : Amilcare
- Sandra Milo : tante Elisabetta
- Don Backy : père Giovanni
- Angela Melillo : Angela
- Gianni Nazzaro : l'entrepreneur Riccardo